# Matthew Stolper

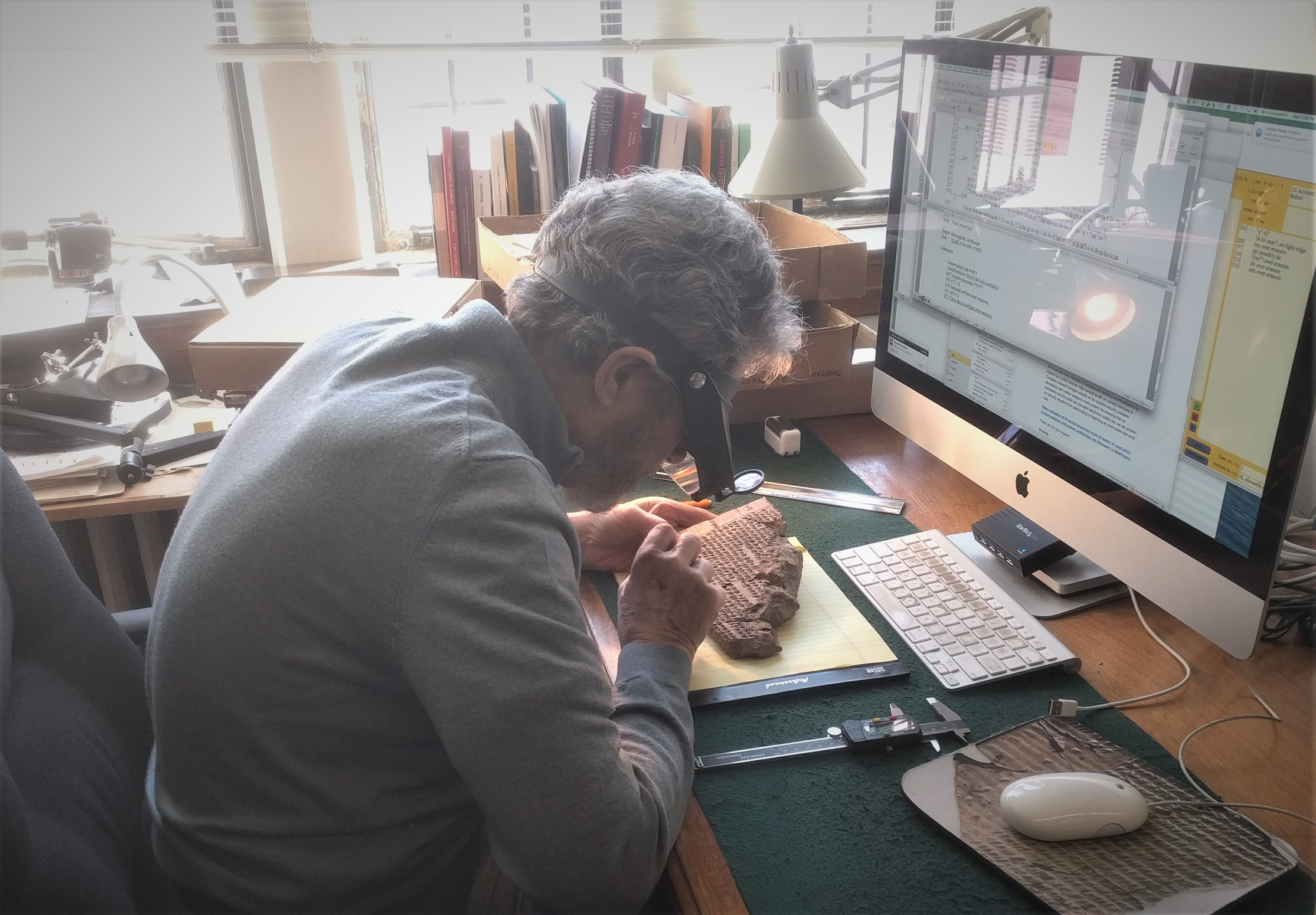
Matthew Wolfgang Stolper

Matthew Wolfgang Stolper es profesor de asiriología en el Oriental Institute de la Universidad de Chicago. Obtuvo su B.A. (Bachelor of Arts) en la Universidad Harvard en 1965, su M.A. (Master of Arts) en la Universidad de Míchigan en 1967, y su Ph.D. en Míchigan en 1974.
Buena parte de las investigaciones de Stolper se concentraron en textos legales babilonios de la época aqueménida. Actualmente se encuentra trabajando en el Persepolis Fortification Project, proyecto dedicado al estudio del Archivo de la Fortaleza de Persépolis, un conjunto de documentos administrativos escritos, en su mayoría, en idioma elamita.